# Kushiro, Hokkaidō (municipiu)

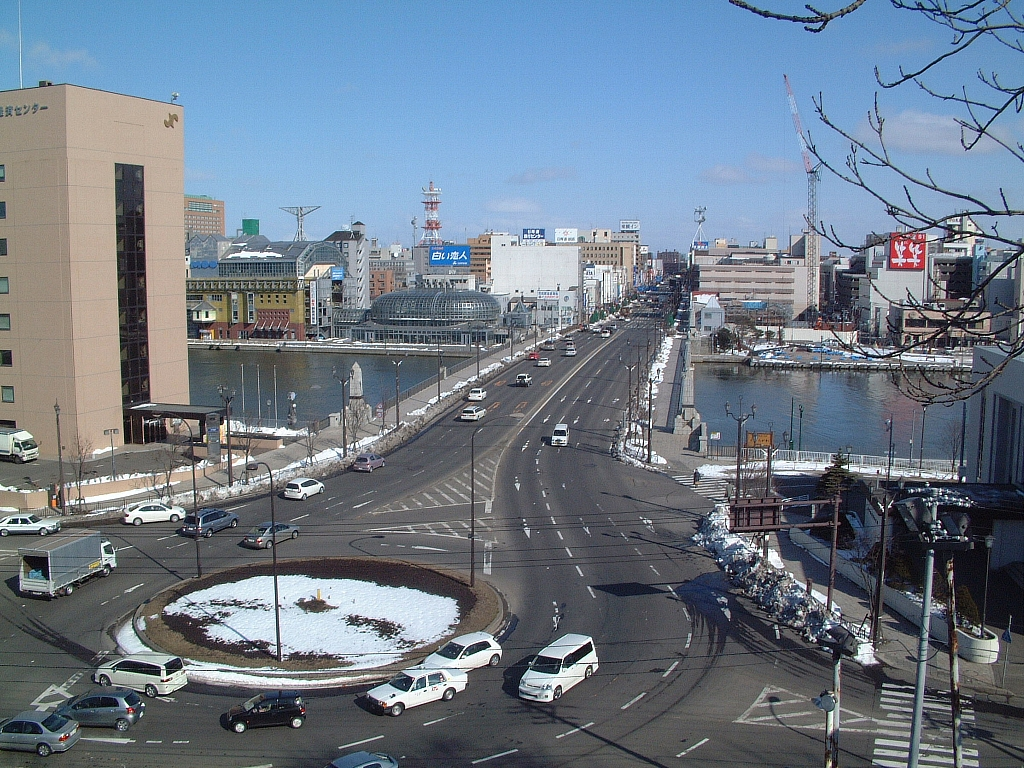
Podul Nusamai din centrul municipiului

Kushiro (釧路市 Kushiro-shi?) este un municipiu din Japonia, prefectura Hokkaidō.

## Personalități născute aici
- Kazuhiko Chiba (n. 1985), fotbalist.